# 休闲游戏

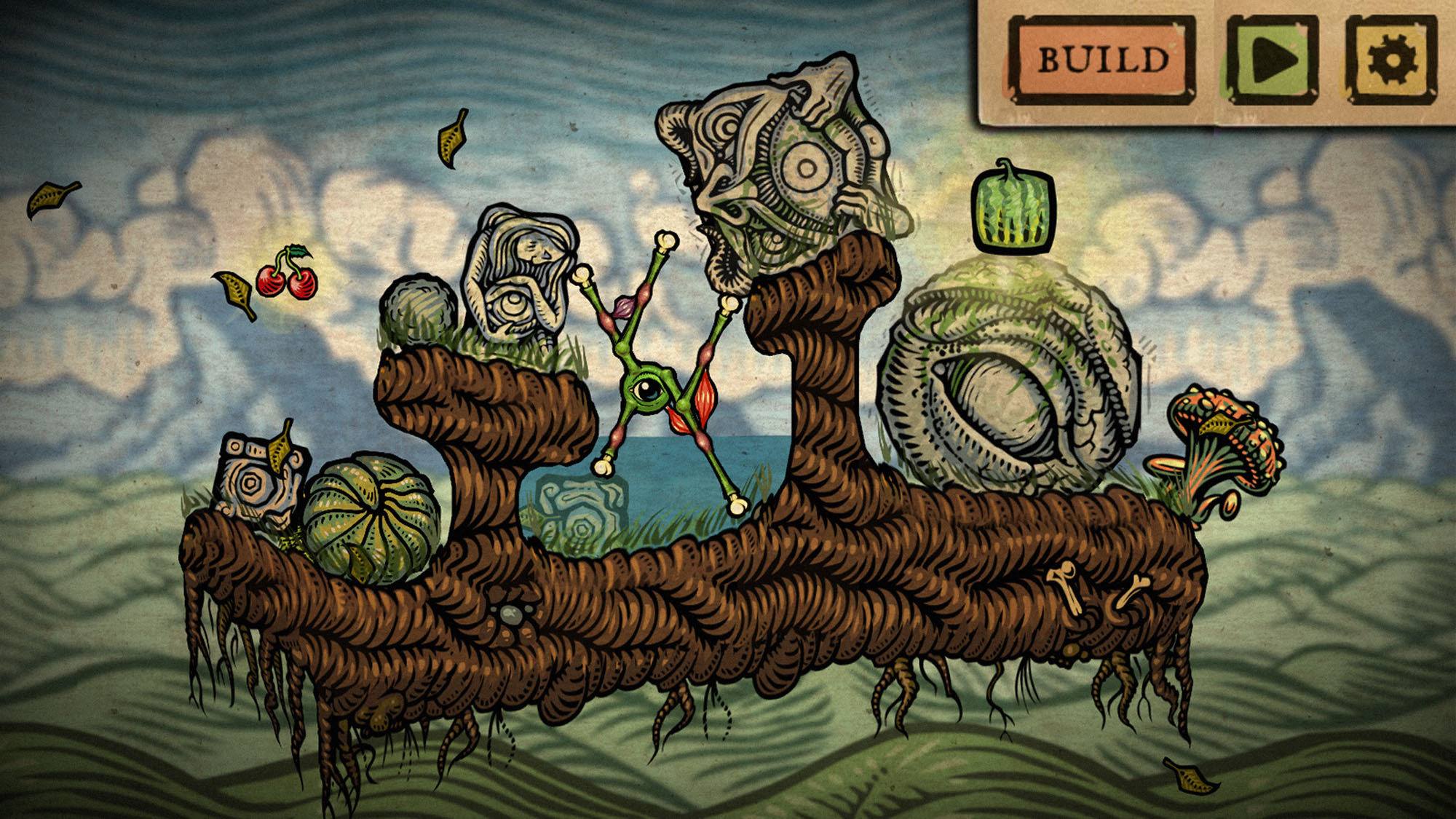
休闲游戏Incredipede

休闲游戏（Casual game）是一种易于上手，不涉及短时间大量或重度脑力活动，规则相对简单的电子游戏，不限定游戏题材以及类型。
通常这类游戏有着较为单一的规则，部分考验玩家的操作技巧和精神集中力，比如俄罗斯方块、对对碰、泡泡龙。
各个操作系统往往默认安装几个休闲游戏，如纸牌、扫雷、五子棋，并且支持网络游戏。

## 市场划分
休闲游戏不同于独立游戏，它并非核心向，力主吸引玩家注意力，打发一定时间，Popcap的游戏藉此发行于各个平台，利用跨平台特性吸引更多玩家；此类游戏常用于辅助社交网络，如MSN、Facebook；
著名网络社交平台Facebook提供了广受瞩目的在线小游戏，这些多属于休闲游戏。而小游戏中不少策略性要求高的类别并非休闲类型，如兵棋类。
休闲游戏掌握较大的份额，日常使用电子设备的所有人都是潜在玩家。不同之处在于，此类游戏经常免费提供在线版本，如Flash版本。多数安装容易，硬件要求低。